# Yoco
 (novembre 2021).
Pour l’article ayant un titre homophone, voir Yoko.
Yoco est une société sud-africaine et un fournisseur de solutions de paiement basé au Cap, en Afrique du Sud.

## Histoire
Yoco a été fondée en 2015 par Katlego Maphai (PDG), Carl Wazen, Bradley Wattrus et Lungisa Matshoba, dans le but de permettre de sécuriser les paiements par carte auprès des petites entreprises. La société a levé 23 millions de dollars auprès d'investisseurs internationaux et locaux. 
Yoco est considéré aujourd'hui parmi les fournisseurs de paiements par carte les plus dynamiques en Afrique du Sud, quant au nombre de marchands,